# Akhmed Gadzhimagomedov
Pour les articles homonymes, voir Gadzhimagomedov.
Akhmed Shiyabudinovich Gadzhimagomedov (en russe : Ахмед Шиябудинович Гаджимагомедов; né le 21 avril 1990 au Daghestan) est un lutteur russe, spécialiste de lutte libre. Il est d'origine Avar. Il remporte le bronze lors des Championnats d'Europe 2017, puis l'or lors de ceux de 2018.